# Live with Orchestra
Live with Orchestra è il secondo album dal vivo del gruppo musicale italiano La Rappresentante di Lista, pubblicato il 14 aprile 2023 dalla Woodworm.

## Descrizione
Contiene l'audio dell'esibizione tenuta dal gruppo presso il Pavaglione di Lugo nell'estate 2022 (sede dell'annuale Ravenna Festival), durante il quale hanno presentato un concerto speciale in cui sono stati accompagnati dall'Orchestra Arcangelo Corelli diretta da Carmelo Emanuele Patti, autore dei nuovi arrangiamenti. Nella scaletta sono stati proposti tutti i brani del quarto album My Mamma (compresi Ciao ciao e Diva, tratti dalla riedizione del disco) e alcuni dal terzo album Go Go Diva.
Il video integrale (comprensivo anche della cover di Be My Baby) è stato reso disponibile per lo streaming attraverso il sito di ITsART a partire dal 26 luglio 2022.

## Tracce
Testi e musiche di Veronica Lucchesi e Dario Mangiaracina, eccetto dove indicato.
1. Religiosamente – 5:13 (testo: Veronica Lucchesi, Dario Mangiaracina, Gino Pacifico – musica: Veronica Lucchesi, Dario Mangiaracina, Francesco Incandela) – contiene anche Preludio e Lavinia
2. Sarà – 4:09 (musica: Veronica Lucchesi, Dario Mangiaracina, Fabio Gargiulo)
3. Gloria – 4:13
4. V.G.G.G. – 3:07
5. Alieno – 5:07 (musica: Veronica Lucchesi, Dario Mangiaracina, Roberto Cammarata) – contiene anche Invasione
6. Giovane femmina – 4:19
7. Woow – 4:35
8. Fragile – 3:51 (musica: Veronica Lucchesi, Dario Mangiaracina, Roberto Cammarata)
9. Questo corpo – 4:52
10. Amare – 3:34 (musica: Veronica Lucchesi, Dario Mangiaracina, Roberto Cammarata, Dario Faini)
11. Paesaggi stranieri – 2:44
12. Panico – 3:28
13. Mai mamma – 5:05 (musica: Veronica Lucchesi, Dario Mangiaracina, Roberto Cammarata)
14. Maledetta tenerezza – 4:08
15. Diva – 3:37 (musica: Veronica Lucchesi, Dario Mangiaracina, Roberto Calabrese, Roberto Cammarata, Carmelo Drago, Simone Privitera)
16. Ciao ciao – 3:07 (musica: Veronica Lucchesi, Dario Mangiaracina, Roberto Calabrese, Roberto Cammarata, Carmelo Drago, Simone Privitera)
17. Resistere – 6:00
18. Oh ma oh pa – 4:40

## Formazione
Gruppo
- Veronica Lucchesi – voce
- Dario Mangiaracina – chitarra elettrica, pianoforte, mandolino elettrico (Religiosamente e Sarà)
- Erika Lucchesi – chitarra acustica, percussioni, sassofono, cori
- Marta Cannuscio – percussioni, EWI, cori
- Enrico Lupi – tromba, sintetizzatore, cori
- Roberto Calabrese – batteria
- Roberto Cammarata – chitarra elettrica
- Carmelo Drago – basso

Altri musicisti
- Orchestra Arcangelo Corelli – strumenti ad arco e ottoni
- Carmelo Emanuele Patti – direzione, arrangiamento